# 孔斯凱

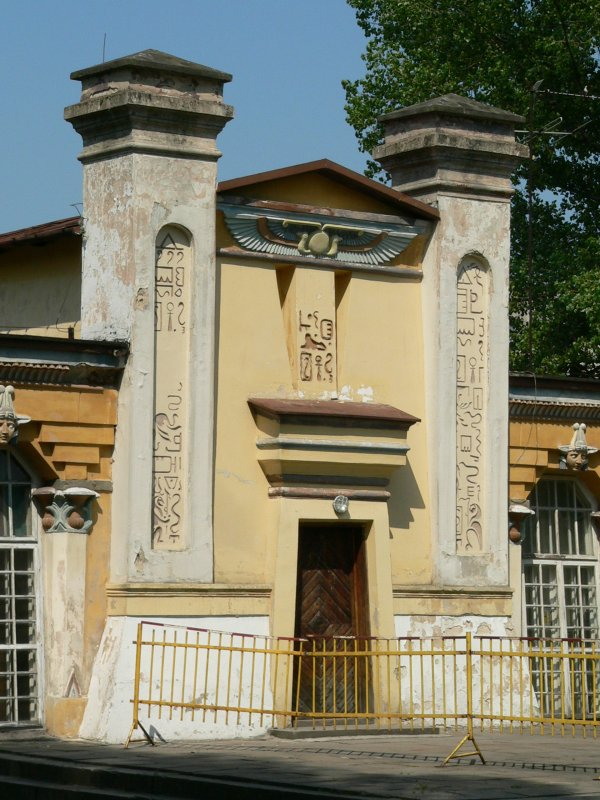

孔斯凱是波蘭的城鎮，位於該國中部，由聖十字省負責管轄，始建於十一世紀，面積17.68平方公里，2008年人口20,328。第二次世界大戰期間，該鎮的猶太會堂在火災中被毀壞。